# 灰背栎
灰背栎（学名：Quercus senescens）为壳斗科栎属的植物，为中国的特有植物。分布于中国大陆的贵州、西藏、云南、四川等地，生长于海拔1,900米至3,300米的地区，多生长在向阳山坡、山谷以及松栎林中，目前尚未由人工引种栽培。

## 异名
- Quercus muliensis Hu
- Quercus senescens Hand.-Mazz. var. muliensis (Hu) Hsu et Jen